# Chaïbia Bilali
Pour les articles homonymes, voir Bilali.
Chaïbia Bilali est une athlète marocaine.

## Biographie
Chaïbia Bilali remporte la médaille de bronze du relais 4 x 400 mètres aux championnats d'Afrique d'athlétisme 1982 au Caire. 
Elle est également championne du Maroc du 800 mètres en 1983.

### Palmarès
| Date | Compétition            | Lieu     | Résultat | Épreuve   | Performance  |
| ---- | ---------------------- | -------- | -------- | --------- | ------------ |
| 1982 | Championnats d'Afrique | Le Caire | 3e       | 4 x 400 m | 3 min 47 s 4 |